# 今井マサキ
今井 マサキ（いまい マサキ、1974年7月2日 - ）は、日本の歌手、ボイストレーナー。CRESCE Music School代表。大阪府出身。大阪府立茨木西高等学校卒業。

## 来歴
1997年、大阪スクールオブミュージック専門学校を卒業と同時にプロデビューを目指し上京。
1999年より松任谷由実のコンサートツアーにて初の男性バックコーラスとして参加、プロのシンガーとして活動する。『FNS歌謡祭』や『僕らの音楽』や『MUSIC FAIR21』にコーラス隊で出演している。
2019年、バラエティ番組『テレビ千鳥』の企画「Lemonを歌いたいんじゃ」で、カラオケが苦手なお笑いコンビ千鳥・ノブの歌唱指導を行った。同年、AbemaTVの競技番組『第3次Popteenカバーガール戦争』の企画「JOYSOUND 冬のキャンペーンガール争奪バトル」に審査員として出演。
2020年、SUPERNOVAのユナクがプロデュースするグローバルアイドル育成プロジェクト「G-EGG」に審査員、トレーナーとして参加。G-EGGのK-POP育成システムを取り入れた日本初の本格グローバルアイドル育成スクール「GW Academy」にアカデミー生をサポートする「GW Academyボーカル・ラップ部門サポートディレクター」として参画。
私生活では2005年7月20日に歌手加藤いづみと結婚。2007年11月26日に長女誕生。

## ディスコグラフィー

### シングル
- 空をゆく／君と消えた、夏（2001年）
- アイノウタ（2002年）

### 歌唱曲
- イン・ヤン・ヨー!（『イン・ヤン・ヨー!』ディズニー・オープニング主題歌）
- 東京ディズニーリゾート・ドリームパーティー2010
- キミリズム（テレビアニメ『ココロコネクト』オープニング主題歌）

### コーラス参加アルバム・シングル
- EXILE - album『愛すべき未来へ』（2010年）
- KinKi Kids - album『I album -iD-』（2007年）、single「Family 〜ひとつになること」（2010年）
- 坂本サトル - album『1:25PM』（2009年）
- 田原俊彦 - single「抱きしめていいですか」（2001年）
- 槇原敬之 - album『不安の中に手を突っ込んで』（2010年）
- ムッシュかまやつ - album『1939〜MONSIEUR』（2009年）
- 吉田拓郎 - album『AGAIN』（2014年）

### DVD
- ATSUSHI（EXILE） - 『EXH SPECIAL EXILE ATUSHI PREMIUM LIVE SOLO』（2010年）
- ANRI - 『ANRI MTV Premium Live in duo』（2006年）
- 郷ひろみ - 『HIROMI GO CONCERT TOUR 2008 "THE PLACE TO BE"』（2008年）、 『55伝説!FINAL 〜Big Birthday〜』（2010年）
- 松任谷由実 - 『YUMING SPECTACLE SHANGRILA 1999』（1999年）、『YUMING SURF & SNOW in Zushi Marina Vol.16』（2003年）、『YUMING SPECTACLE SHANGRILA II』（2004年）、『THE LAST WEDNESDAY TOUR 2006〜HERE COMES THE WAVE〜』（2006年）、『YUMING SPECTACLE SHANGRILA III〜A DREAM OF DOLPHINE〜』（2008年）、『YUMI MATSUTOYA CONCERT TOUR 2011 Road Show』（2012年）、『All about POP CLASSICO』（2014年）、『松任谷由実 CONCERT TOUR 宇宙図書館 2016-2017』（2018年）、『TIME MACHINE TOUR Traveling Through 45years』（2019年）
- 矢沢永吉 - 『YAZAWA CLASSICII』（2005年）、『FIFTY FIVE WAY』（2005年）
- 吉田拓郎 - 『吉田拓郎 LIVE 2012』（2013年）

## 出演番組
- 松任谷由実のオールナイトニッポンTV（フジテレビ系列、2005年から）
- FNS歌謡祭（フジテレビ系列、2005年から）
- MUSIC FAIR21（フジテレビ系列、2006年から）
- SMAP×SMAP（フジテレビ系列、2006年から）
- 僕らの音楽（フジテレビ系列、2007年から）
- MUSIC LOVERS（日本テレビ系列、2009年から）
- 新堂本兄弟（フジテレビ系列、2010年から）
- 清塚信也のガチンコ3B junior（CSフジテレビNEXT、2016年から）
- 関ジャム 完全燃SHOW（テレビ朝日系列、第120、126、132、155、156、174、176、177、191、200、209、220、251回）